# Escape Plan
Escape Plan (no Brasil, Rota de Fuga) é um filme estadunidense de 2013, dos gêneros ação e suspense, dirigido por Mikael Håfström, com roteiro de Miles Chapman e Jason Keller. 

## Enredo
Ray Breslin (Stallone) é um ex-procurador da justiça estadunidense que agora é sócio da Breslin-Clark, uma empresa de segurança sediada em Los Angeles e especializada em testar prisões de segurança máxima. O trabalho de Ray é se infiltrar em prisões pelos EUA e subsequentemente empreender uma fuga, detalhando posteriormente em relatórios as falhas de segurança do local. Ele entrou nesta vida após uma ocorrência não especificada envolvendo sua finada esposa e filho. 
Um dia, ele e seu sócio Lester Clark negociam um acordo multimilionário com a agente Jessica Miller da CIA. Em troca do dinheiro, Ray testará uma cadeia de segurança máxima desenvolvida pela agência para manter presos de altíssima periculosidade, como suspeitos de terrorismo - é uma cadeia na qual ficarão prisioneiros que, para todos os efeitos, não existem mais no mundo exterior. Ele aceita o negócio. Em Nova Orleans, Ray se deixa ser preso como Portos, um terrorista espanhol, mas a situação foge de seu controle quando os seus captores removem de sua pele o microchip que havia instalado para que sua equipe pudesse rastreá-lo e o sedam para que durma.
Ray desperta mais tarde em um complexo de celas de vidro dentro de uma espécie de galpão sem janelas para o mundo exterior. A prisão é vigiada por guardas truculentos e mascarados. Lá, ele conhece o criminoso alemão Emil Rottmayer (Schwarzenegger), com quem se alia num plano para escapar. Ambos forjam uma briga para que sejam enviados às celas solitárias, permitindo a Ray estudar o local em busca de uma possível saída. As celas são constantemente iluminadas por poderosos refletores, que desorientam e desidratam os presos. Ray percebe que o chão é de alumínio, mas os rebites são de aço. Forjando outra briga, ele, Emil e um prisioneiro turco chamado Javed são novamente jogados nas solitárias, onde Ray usa uma peça de metal anteriormente obtida por Emil e direciona a luz dos refletores para os rebites, aquecendo-os, dilatando-os e abrindo o chão.
Uma passagem se revela e Ray entra nela, seguindo o caminho até uma escotilha. Ao abrí-la, Ray descobre que a prisão, na verdade, é um cargueiro adaptado navegando em algum ponto da Terra. Uma escapatória simples, portanto, é impossível. Ray e Emil continuam a estudar o complexo e descobrem algumas brechas na rotina dos guardas. Enquanto isso, os colegas de Ray na sua empresa, Abigail Ross e Hush, começam a suspeitar de Lester quando percebem que o pagamento de Ray por sua parte no trabalho foi congelado. Eles hackeiam documentos da prisão, de codinome "The Tomb" (A Tumba), e descobrem que ela pertence a uma organização ligada à Academi, e que Lester receberia um salário anual de US$ 5 milhões se mantivesse Ray atrás das grades.
De volta à Tumba, Willard Hobbes, o diretor do presídio, revela a Ray que ele sabe de sua real identidade, e que contará com a ajuda de seu chefe de segurança Drake para mantê-lo preso lá pelo resto de sua vida. Enquanto isso, Emil convence Javed (que é muçulmano) a forjar uma aliança com Willard em que fornece informações falsas sobre o plano de fuga para ganhar o direito de ir para um compartimento de onde poderá ver as estrelas e orar. Contudo, o seu real objetivo é usar um sextante improvisado por Ray para descobri a latitude do navio. Observando a latitude e o clima, Ray e Emil deduzem que eles estão no Oceano Atlântico, e o local mais próximo é o Marrocos.
Ray finge um mal-estar e é levado ao Dr. Kyrie, e inicia um processo de tentar convencê-lo a ajudar na fuga. Eventualmente, o médico resolve ajudar, e Ray o instrui a enviar um e-mail para Victor Mannheim, chefe de Emil cujas informações são constantemente exigidas por Willard, mas Emil se recusa a fornecê-las. Ray então transmite uma mensagem falsa por meio de um código a partir de sua cela, enganando Willard sobre uma revolta prestes a acontecer no bloco C do complexo. Quando a maior parte das forças de segurança são enviadas àquela parte da prisão, Javed inicia uma briga generalizada no bloco A, dando a eles, Ray e Emil tempo para fugir em direção ao deque. Ray mata Drake, mas Javed é baleado e morto por Willard e seus homens. Ray chega à casa das máquinas e reinicia o sistema eletrônico, dando a Emil tempo para abrir o teto do deque enquanto um helicóptero enviado por Victor combate a tripulação do navio. 
Emil embarca no helicóptero enquanto Ray é levado ao fundo do navio quando o sistema automático de águas da embarcação é ativado. O helicóptero pega Ray, mas quando Willard começa a atirar neles, Ray o mata atingindo alguns tanques de óleo. Eles pousam em uma praia no Marrocos, onde Emil revela que ele próprio é Victor Mannheim, e que a agente Jessica Miller da CIA é sua filha. "Portos" era um codinome para indicá-lo que Ray era um aliado. Willard inicialmente não sabia que a identidade de Ray era falsa. Mais tarde, em uma base aérea do Marrocos, Abigail informa a Ray que Lester fugiu, mas Hush o rastreou até Miami e conseguiu trancá-lo num contêiner em um navio cargueiro. Enquanto isso, a existência d'A Tumba é revelada ao público e ela é desativada. 

## Elenco
- Sylvester Stallone como Ray Breslin/Anthony Portos
- Arnold Schwarzenegger como Emil Rottmayer/Victor Mannheim
- James Caviezel como Diretor Willard Hobbes
- 50 Cent como Hush
- Sam Neill como Dr. Kyrie
- Vinnie Jones como Drake
- Caitriona Balfe como Jessica Mayer
- Vincent D'Onofrio como Lester Clark
- Amy Ryan como Abigail Ross
- Faran Tahir como Javed
- John Hubert como prisioneiro Skinhead

## Recepção
No site agregador de críticas Rotten Tomatoes, 49% das 102 resenhas dos críticos são positivas. O consenso diz: "Tão divertido quanto, é ver Sylvester Stallone e Arnold Schwarzenegger se unirem na tela, Escape Plan não oferece muito mais do que uma pálida imitação de emoções pipoca dos anos 80".